# Омолонская золоторудная компания
ООО «Омолонская Золоторудная Компания» — совместное предприятие золоторудной промышленности России, одна из ведущих золотодобывающих компаний страны. Компания специализируется на добыче и разработке золотоносных месторождений, владеет лицензиями на разработку месторождений Кубака, Биркачан и Ороч. Головной офис находится в городе Магадан.

## История
Месторождение Кубака открыто в 1979 году.
В феврале 1993 года компанией Cyprus Amax (США) и акционерными обществами Геометалл, Магаданская золотосеребряная компания, Дукатский ГОК и Северо-Эвенской районной ассоциацией малочисленных народов Севера была создана ОАО "Омолонская золоторудная компания".
В июле 1993 года ОАО «Омолонская золоторудная компания» выиграла конкурс на право разработки двух золоторудных месторождений «Кубака» и «Эвенское» в Северо-Эвенском районе, обойдя остальных двух участников конкурса – компанию «Ларге» и «Сусуманский ГОК» (ныне ПАО «Сусуманзолото). По условиям конкурса победитель должен был за три с половиной года спроектировать, построить производство и добывать в год не менее восьми тонн золота.
9 августа 1993 года Председатель Комитета по геологии Северо-Восточного региона Владимир Банин подтвердил, что Первый заместитель председателя Роскомнедр Владислав Щербаков подписал лицензионное соглашение на право ОАО «Омолонская золоторудная компания» разрабатывать данные месторождения. Однако после этого эксперт комиссии по проведению конкурса на право разработки золоторудных месторождений в Магаданской области член-корреспондент РАН Анатолий Сидоров потребовал аннулировать итоги конкурса, ссылаясь на нарушения условий конкурса и Основ законодательства о недрах России.
Владимир Банин занял позицию, заключавшуюся в том, что подлинной причиной  конфликта является борьба конкурирующих структур. Данная позиция была поддержана Роскомнедрами, и итоги конкурса отменены не были.
В 1998 году собственником контрольного пакета акций ОАО «Омолонская золоторудная компания» стала компания Kinross Gold Mining Company (Канада). С 2008 года собственником месторождения Кубака является компания «Полиметалл».
За 8 лет разработки месторождения Кубака ОАО «Омолонская золоторудная компания» добыла 90,8 тонн золота при балансовых запасах около 100 тонн. В настоящее время ведёт геологическую разведку и оценку флангов месторождения Биркачан, расположенного в 25 километрах к северу от производственной базы Кубакинского горнообогатительного комбината.